# Fumando espero
Fumando espero es un álbum grabado por el cantor de tango Argentino Ledesma en el año 1994. Fue realizado para el sello Magenta y lo acompañó la orquesta de Alberto Di Paulo.
Fue, además, su último material con una orquesta acompañante. Sus dos álbumes siguientes fueron grabados con acompañamiento de guitarras.
Fue realizado luego de varios años de ausencia discográfica. Su último larga duración (Mis 30 años de tango) había sido editado doce años atrás.
Aun así, Ledesma no se alejó del todo del disco: en 1985 grabó un EP con Jorge Dragone y su cuarteto, y en 1992 fue invitado por Néstor Moreno a participar en dos temas. Casualmente, el músico acompañante de Moreno había sido también Di Paulo.

## Listado de temas
1. "Cuartito azul"
2. "Quién tiene tu amor"
3. "Fumando espero"
4. "En el cielo"
5. "Historia de un amor"
6. "Qué tarde que has venido"
7. "Los mareados"
8. "Fueron tres años"
9. "Frente al mar"
10. "Silueta porteña"
11. "Fosforerita"
12. "Toda mi vida"

- Datos: Q5870909